# Silnice II/325
Silnice II/325 je silnice II. třídy, která vede z Chlumu do Rudníku. Je dlouhá 44 km. Prochází jedním krajem a dvěma okresy. Nejvýše položené místo silnice se nachází v katastru obce Mostek v nadmořské výšce 476 m, nejníže položené místo u hráze Velkovřešťovského rybníka v nadmořské výšce 265 metrů.

## Vedení silnice

### Královéhradecký kraj, okres Hradec Králové
- Chlum (křiž. I/35)
- Máslojedy (křiž. III/3251, III/3258, III/32510)
- Hořiněves (křiž. III/32530, III/32531)
- Vrchovnice (křiž. III/32533, III/32535)
- Žíželeves (křiž. III/32537)

### Královéhradecký kraj, okres Trutnov
- Velký Vřešťov (křiž. III/32539, III/32540)
- Sedlec (křiž. II/285)
- Miřejov (křiž. III/32541)
- Lanžov (křiž. II/284, III/32542)
- Velehrádek
- Doubravice (křiž. III/3005, III/30011)
- Bílá Třemešná (křiž. II/300, III/30012, III/32544, III/30010)
- Dolní Brusnice
- Horní Brusnice (křiž. III/32545)
- Souvrať
- Mostek (křiž. III/38447, III/32546)
- Debrné (křiž. II/299)
- Dolní Olešnice (křiž. I/16, peáž s I/16)
- Chotěvice (křiž. I/16, III/32548, peáž s I/16)
- Hostinné (křiž. III/32549, III/32551)
- Arnultovice
- Rudník (křiž. I/14)